# Innesto Leica M

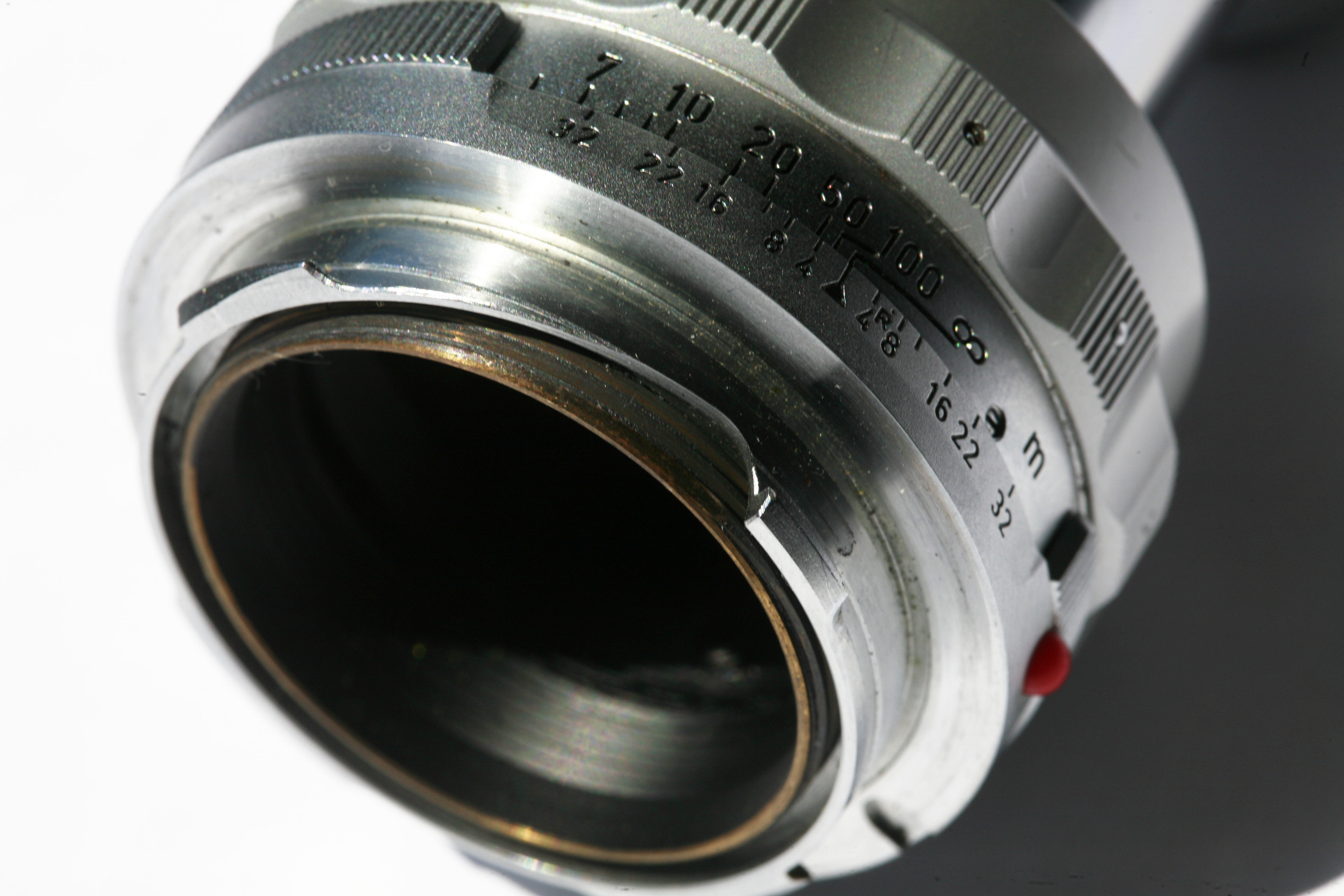
Obiettivo con attacco M

L'innesto Leica M (o LM) è l'ultimo tipo di aggancio a baionetta adottato sulle nuove fotocamere a telemetro Leica M (la M sta per Messsucher, telemetro in tedesco) e i relativi obiettivi fotografici intercambiabili Leitz/Leica, che aggiorna il vecchio sistema a vite M39 o LTM. Introdotto nel 1954 con la Leica M3 (la prima della serie M), il sistema comprende una camma per connettere la messa a fuoco dell'ottica con il telemetro presente nel mirino, ma è stato utilizzato anche su alcuni accessori, come il mirino reflex Visoflex, e viene utilizzato ancora oggi nelle nuove produzioni digitali della serie M (dal 2006).
Questa montatura è stata utilizzata anche su fotocamere e obiettivi Minolta, Konica, Cosina Voigtländer, Epson, Rollei, Carl Zeiss AG e Rollei Fototechnic (su alcuni dei loro dispositivi).